# 府中市美術館
府中市美術館（ふちゅうしびじゅつかん）は、東京都府中市の美術館。
浅間町の都立公園「府中の森公園」内にある、府中市の施設である。2000年10月に開館。

## 概要
設立当時多摩地区で初の総合美術館として開館した。
常設展示として約2000点の収蔵品の中から展示を行っており、牛島憲之記念館のコーナーもある。
現代美術や江戸などをテーマに企画展も実施している。
このほか、貸施設の「市民ギャラリー」、プロ作家が制作過程を公開する「公開制作室」、ワークショップを行う「創作室・子ども造形室」などがある。

## 主な収蔵品
- 亜欧堂田善「甲州猿橋之眺望」
- 大久保一丘「真人図」 1854年
- 小林清親、井上安治の光線画
- 青木繁・福田たね「逝く春」 1906年

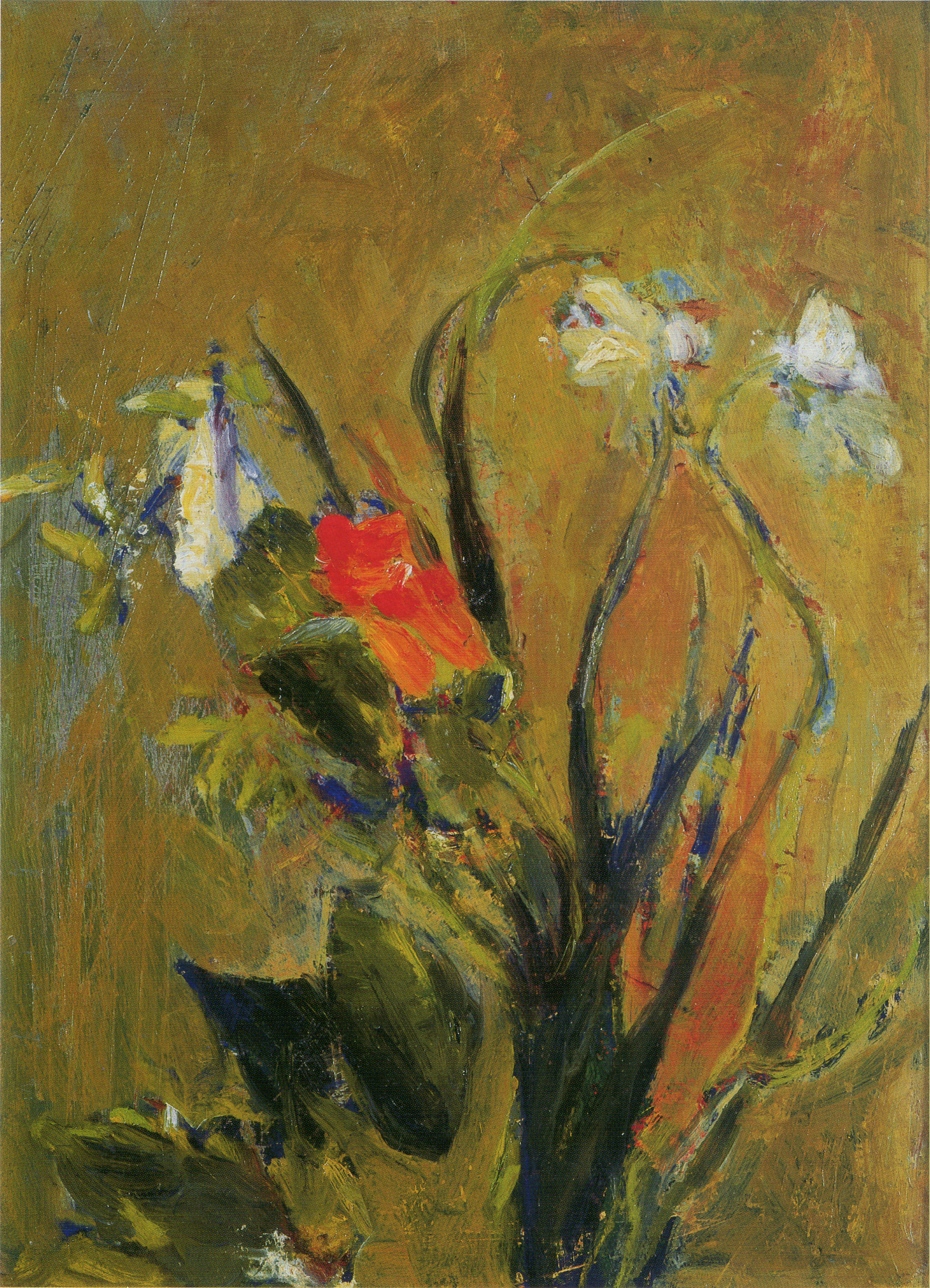
靉光『花』
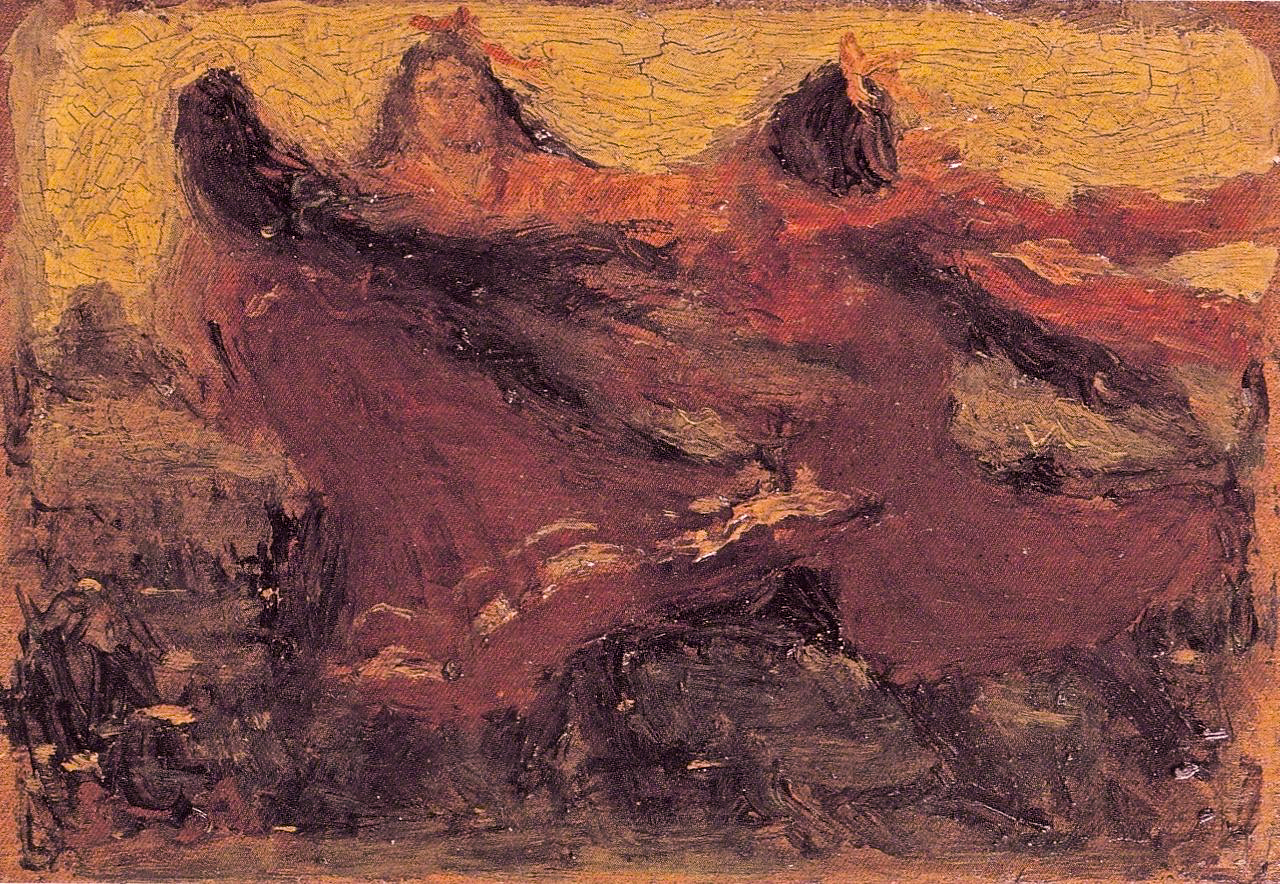
青木繁『少女群舞』
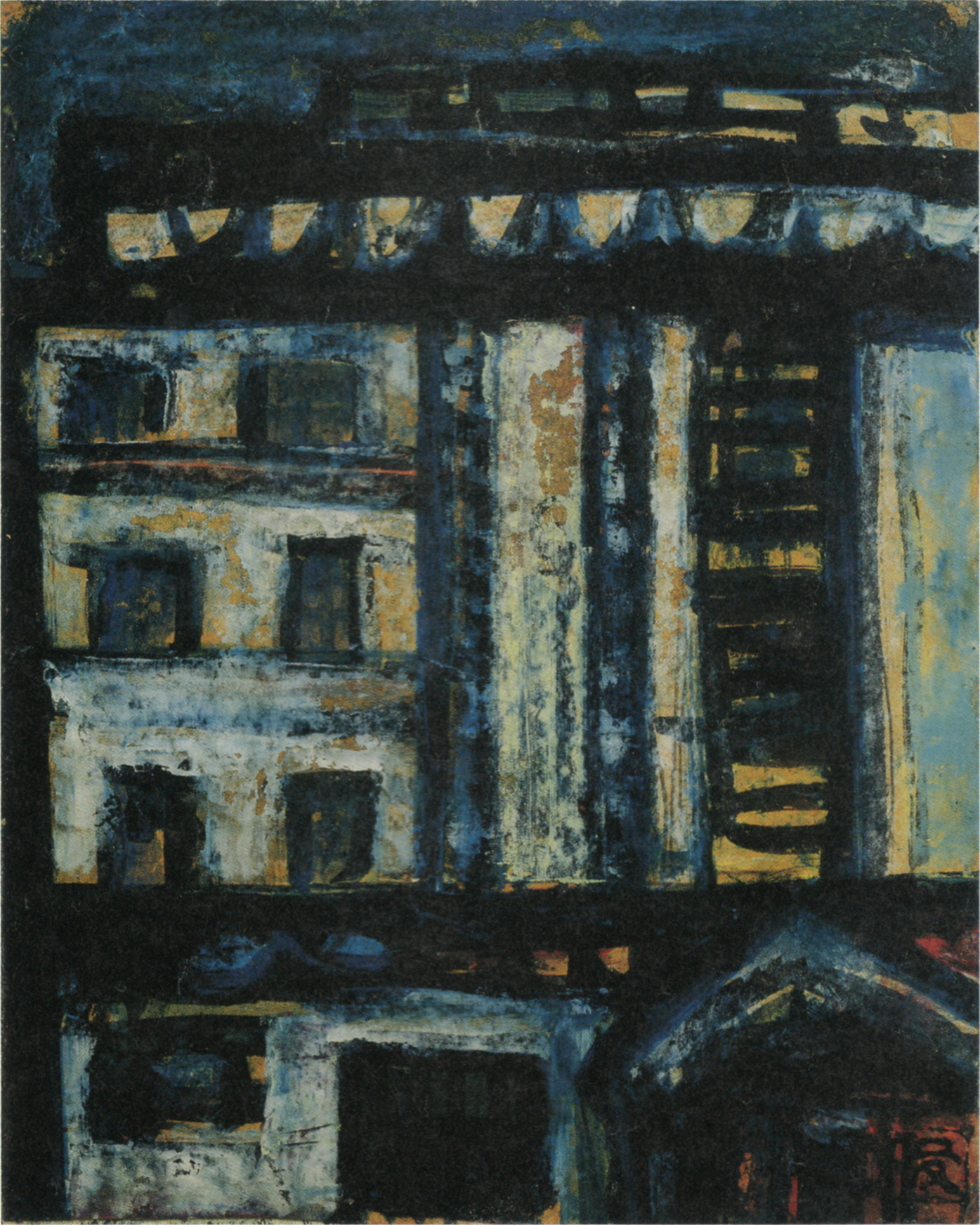
松本竣介『ビルの横』
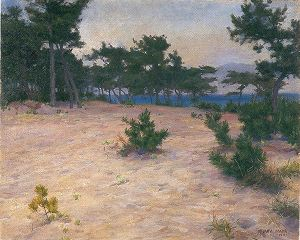
和田英作『三保の松原』

## 所在地
- 東京都府中市浅間町一丁目3番地　都立府中の森公園内